# Grand Prix Niemiec 1936
Grand Prix Niemiec 1936 (oryg. IX Großer Preis von Deutschland) – jeden z wyścigów Grand Prix rozegranych w 1936 roku oraz druga eliminacja Mistrzostw Europy AIACR.

## Lista startowa
Na niebieskim tle kierowcy, którzy nie wzięli udziału w kwalifikacjach, lecz współdzielili samochód w czasie wyścigu
| Nr | Kierowca                        | Zespół                 | Samochód             | Silnik                |   |
| -- | ------------------------------- | ---------------------- | -------------------- | --------------------- | - |
| 2  | Hans Stuck                      | Auto Union AG          | Auto Union C         | Auto Union 6.0 V-16   | ? |
| 4  | Bernd Rosemeyer                 | Auto Union AG          | Auto Union C         | Auto Union 6.0 V-16   | ? |
| 6  | Rudolf Hasse                    | Auto Union AG          | Auto Union C         | Auto Union 6.0 V-16   | ? |
| 8  | Ernst von Delius                | Auto Union AG          | Auto Union C         | Auto Union 6.0 V-16   | ? |
| 10 | Thomas Pitt Cholmondeley-Tapper | prywatny               | Maserati 8CM         | Maserati 3.0 S-8      | ? |
| 12 | Rudolf Caracciola               | Daimler-Benz AG        | Mercedes-Benz W25K   | Mercedes-Benz 4.7 S-8 | ? |
| 14 | Manfred von Brauchitsch         | Daimler-Benz AG        | Mercedes-Benz W25K   | Mercedes-Benz 4.7 S-8 | ? |
| 14 | Hermann Lang                    | Daimler-Benz AG        | Mercedes-Benz W25K   | Mercedes-Benz 4.7 S-8 | ? |
| 16 | Luigi Fagioli                   | Daimler-Benz AG        | Mercedes-Benz W25K   | Mercedes-Benz 4.7 S-8 | ? |
| 16 | Rudolf Caracciola               | Daimler-Benz AG        | Mercedes-Benz W25K   | Mercedes-Benz 4.7 S-8 | ? |
| 18 | Louis Chiron                    | Daimler-Benz AG        | Mercedes-Benz W25K   | Mercedes-Benz 4.7 S-8 | ? |
| 20 | Hermann Lang                    | Daimler-Benz AG        | Mercedes-Benz W25K   | Mercedes-Benz 4.7 S-8 | ? |
| 20 | Rudolf Caracciola               | Daimler-Benz AG        | Mercedes-Benz W25K   | Mercedes-Benz 4.7 S-8 | ? |
| 22 | Tazio Nuvolari                  | Scuderia Ferrari       | Alfa Romeo 12C-36    | Alfa Romeo 4.1 V-12   | ? |
| 24 | Antonio Brivio                  | Scuderia Ferrari       | Alfa Romeo 12C-36    | Alfa Romeo 4.1 V-12   | ? |
| 26 | René Dreyfus                    | Scuderia Ferrari       | Alfa Romeo Tipo C    | Alfa Romeo ?          | ? |
| 28 | Francesco Severi                | Scuderia Ferrari       | Alfa Romeo 12C-36    | Alfa Romeo 4.1 V-12   | ? |
| 28 | René Dreyfus                    | Scuderia Ferrari       | Alfa Romeo 12C-36    | Alfa Romeo 4.1 V-12   | ? |
| 30 | Richard Seaman                  | Scuderia Torino        | Maserati V8RI        | Maserati 4.8 V-8      | ? |
| 32 | Carlo Felice Trossi             | Scuderia Torino        | Maserati 4C          | Maserati 2.5 S-4      | ? |
| 32 | Richard Seaman                  | Scuderia Torino        | Maserati 4C          | Maserati 2.5 S-4      | ? |
| 34 | J. Walter Rens                  | prywatny               | Bugatti T51          | Bugatti 2.3 S-8       | ? |
| 36 | Jean-Pierre Wimille             | Automobiles E. Bugatti | Bugatti T59          | Bugatti 3.3 S-8       | ? |
| 38 | Juan Zanelli                    | Scuderia Villapadierna | Maserati 8CM         | Maserati 3.0 S-8      | ? |
| 40 | Raymond Sommer                  | prywatny               | Alfa Romeo Tipo B/P3 | Alfa Romeo 3.2 S-8    | ? |
| Nr | Kierowca                        | Zespół                 | Samochód             | Silnik                |   |

## Wyniki

### Wyścig
Źródło: kolumbus.fi
| P                 | + / –     | Nr | Kierowca                             | Konstruktor   | Okr. | Czas / Strata   | Komentarz              |
| ----------------- | --------- | -- | ------------------------------------ | ------------- | ---- | --------------- | ---------------------- |
| 1                 | 7         | 4  | Bernd Rosemeyer                      | Auto Union    | 22   | 3h48:39,3       |                        |
| 2                 | Bez zmian | 2  | Hans Stuck                           | Auto Union    | 22   | +3:56,9         |                        |
| 3                 | 10        | 24 | Antonio Brivio                       | Alfa Romeo    | 22   | +8:25,7         |                        |
| 4                 | 13        | 6  | Rudolf Hasse                         | Auto Union    | 22   | +0:10:33,8      |                        |
| 5                 | 6         | 16 | Luigi Fagioli Rudolf Caracciola      | Mercedes-Benz | 21   | +1 okr          | Samochód współdzielony |
| 6                 | 12        | 8  | Ernst von Delius                     | Auto Union    | 21   | +1 okr          |                        |
| 7                 | 2         | 14 | Manfred von Brauchitsch Hermann Lang | Mercedes-Benz | 21   | +1 okr          | Samochód współdzielony |
| 8                 | 1         | 32 | Carlo Felice Trossi Richard Seaman   | Maserati      | 21   | +1 okr          | Samochód współdzielony |
| 9                 | 11        | 40 | Raymond Sommer                       | Alfa Romeo    | 19   | +3 okr          |                        |
| 10                | 6         | 10 | Thomas Pitt Cholmondeley-Tapper      | Maserati      | 18   | +4 okr          |                        |
| Niesklasyfikowani |           |    |                                      |               |      |                 |                        |
|                   |           | 28 | Francesco Severi René Dreyfus        | Alfa Romeo    | 17   | Wyciek oleju    | Samochód współdzielony |
|                   |           | 22 | Tazio Nuvolari                       | Alfa Romeo    | 13   | Tylna oś        |                        |
|                   |           | 20 | Hermann Lang Rudolf Caracciola       | Mercedes-Benz | 12   | Doładowanie     | Samochód współdzielony |
|                   |           | 18 | Louis Chiron                         | Mercedes-Benz | 11   | Wypadek         |                        |
|                   |           | 26 | René Dreyfus                         | Alfa Romeo    | 7    | Zapłon          |                        |
|                   |           | 34 | J. Walter Rens                       | Bugatti       | 7    | Wyciek oleju    |                        |
|                   |           | 12 | Rudolf Caracciola                    | Mercedes-Benz | 3    | Doładowanie     |                        |
|                   |           | 30 | Richard Seaman                       | Maserati      | 2    | Hamulce         |                        |
|                   |           | 36 | Jean-Pierre Wimille                  | Bugatti       | 2    | Skrzynia biegów |                        |
|                   |           | 38 | Juan Zanelli                         | Maserati      | 1    | Pompa paliwowa  |                        |
| P                 | + / –     | Nr | Kierowca                             | Konstruktor   | Okr. | Czas / Strata   | Komentarz              |

### Najszybsze okrążenie
Źródło: teamdan.com
| Nr | Kierowca        | Konstruktor | Czas   | Okr. |
| -- | --------------- | ----------- | ------ | ---- |
| 2  | Bernd Rosemeyer | Auto Union  | 9:56,3 |      |